# لوكاس برادو
لوكاس برادو (بالبرتغالية: Lucas Prado) هو منافس ألعاب قوى برازيلي، ولد في 27 مايو 1985 في Poxoréu ‏ في البرازيل.

## روابط خارجية
- لوكاس برادو على موقع Paralympic.org (الإنجليزية)
- لوكاس برادو على موقع IPC.InfostradaSports.com (مؤرشف) (الإنجليزية)